# هيئة تنظيم الاتصالات الإلكترونية والبريد وتوزيع الصحافة
هيئة تنظيم الاتصالات الإلكترونية والبريد وتوزيع الصحافة ( ARCEP أو Arcep ) هي السلطة التنظيمية الفرنسية المسؤولة عن تنظيم الاتصالات والخدمات البريدية وتوزيع الوسائط المطبوعة في فرنسا. يمكن مقارنتها إلى حد ما بلجنة الاتصالات الفيدرالية (FCC) بالولايات المتحدة، على الرغم من أن تنظيم الطيف الراديوي يقع على عاتق الوكالة الوطنية للترددات ( من الفرنسية : ANFR)،  ويقع تنظيم الاتصالات السمعية والبصرية والرقمية على عاتق هيئة تنظيم الاتصالات السمعية والبصرية والرقمية ( من الفرنسية : Arcom) منذ اندماج المجلس الأعلى السابق في 1 يناير 2022. l'audiovisuel ( بالفرنسية : CSA) والهيئة العليا السابقة لنشر الأعمال وحماية الحقوق على الإنترنت ( بالفرنسية : Hadopi). يقع المكتب الرئيسي لـهيئة تنظيم الاتصالات الإلكترونية والبريد وتوزيع الصحافة في 14 شارع جيرتي أرشميدس في بيرسي، باريس، فرنسا.

## روابط خارجية
- سلطة تنظيم الاتصالات الإلكترونية والبريد وتوزيع الصحافة